# Milan Ohnisko
Milan Ohnisko (ur. 16 lipca 1965 w Brnie) – czeski poeta, redaktor i dysydent.

## Życiorys
Na początku lat 80., pod wpływem antysystemowej muzyki Karela Kryla i Jaroslava Hutki oraz lektury dzieł Egona Bondy, postanowił dołączyć do dysydentów. Po opuszczeniu dwóch szkół średnich ze względów ideowych, pracował jako robotnik fizyczny. Jako dysydent kolportował wydawnictwa podziemne, pełnił także funkcję łącznika pomiędzy praskimi i brnieńskimi sygnatariuszami Karty 77, a z Petrem Pospíchalem dwukrotnie odwiedził daczę Václava Havla. Za działalność opozycyjną był wielokrotnie zatrzymywany i przesłuchiwany, po raz ostatni w drugiej połowie listopada 1989 roku, w drodze na demonstrację. Po aksamitnej rewolucji pracował w Brnie jako korespondent Wschodnioeuropejskiej Agencji Informacyjnej, później zarządzał wydawnictwem, prowadził księgarnię i został redaktorem. Od 2012 roku mieszka w Pradze, jest redaktorem magazynu literackiego „Tvar”.

## Twórczość
Poezja Ohniska jest mieszanką naiwistycznej techniki, która łączy grę słów z wysoce racjonalnymi konkluzjami, oraz neo-dekandenckiego poczucia tragedii i don kichotyzmu bliskich wyrzutkowi walczącemu z głównym nurtem. W jego poezji naiwizm jako forma opisywania egzystencjalnych rozważań idzie w parze z absurdem, humorem i ironią.
Książki
- Obejmi démona! (2001)
- Vepřo knedlo zlo aneb Uršulinovi dnové (2003)
- Milancolia (2005)
- Býkárna (+ Ivan Wernisch i Michal Šanda) (2006)
- Love! (2007)